# Burakai
Burakai – wieś (desa) w kecamatanie Hatungun, w kabupatenie Tapin w prowincji Borneo Południowe w Indonezji.
Miejscowość ta leży około 9 km na południowy wschód od Binuang i drogi Jalan Ahmad Yani.